# Норберг, Шарлотта
Шарлотта Норберг (швед. Maria Charlotta «Charlotte» Norberg; 27 декабря 1824 — 25 февраля 1892) — шведская балерина и балетный педагог

.

## Биография
Шарлотта Норберг родилась в Стокгольме в 1824 г.
В 1833 г. в возрасте 9 лет её приняли в Королевский балет в Королевской опере ученицей к Софи Дагин. Уже в следующем году она дебютировала как сольная танцовщица.
В 1842 г. она выступила в балете-пантомиме Max och Emma, поставленном Софи Дагин, и в «Тщетной предосторожности» Жана Доберваля. В 1846—1847 гг. она была в Копенгагене в Датском королевском балете, где брала уроки танца у датского хореографа Августа Бурнонвиля.
Вернувшись в Стокгольм в 1847 г., она была поставлена прима-балериной и оставалась ею в течение всей своей карьеры. В 1840—1850-х гг. Шарлотта Норберг входила в число звёзд Королевского шведского балета, её считали блестящей представительницей школой Бурнонвиля, и сам Бурнонвиль, будучи приглашённым выступать в Стокгольме, часто приглашал любимую ученицу наряду с Юханной Сундберг. Шарлотта сама преподавала танец ученикам в стиле Бурнонвиля, одной из её учениц была Сесилия Фламанд.
В 1853 г. Шарлотта вышла замуж за Густава Фредрика Тёрнера, служащего Королевской оперы. В этом браке у них родился сын Карл Эрик Тёрнер, впоследствии ставший художником.
Последнее выступление Шарлотты на сцене состоялось 30 ноября 1859 г. на постановке Августа Бурнонвиля Pesten i Albano («Вечеринка в Альбано»).
Шарлотта Тёрнер скончалась в Стокгольме в 1892 г.